# Donački prelom
Donački prelom je potencialno potresno aktivni prelom, ki se razteza od Slovenije do Hrvaške. Razteza se južno od Zreč na zahodu do Varaždina na vzhodu. Prelomna cona teče v smeri VZ na zahodu in VSV–ZJZ na vzhodu. Je poglavitni ostanek srednjemadžarske prelomne cone. V miocenu so vzdolž preloma prevladovali desni zdrsi. Izpodriv je ocenjen na 50 km. Tekom preloma prevladujejo desnozmični premiki z ocenjeno magnitudo 0,65 mm/leto. Na severu meji na Mursko-Zalski bazen.
Zaradi Donačkega ter Labotskega preloma je nastala gora Boč, ob prelomu pa je izvir mineralne vode. Donački prelom je bil lokalno pomemben tudi v spodnjem miocenu ob alpidski orogenezi Vzhodnih Alp.